# Cantó de Sens-Oest
El cantó de Sens-Oest és un cantó francès del departament del Yonne, situat al districte de Sens. Té 13 municipis i part del de Sens.

## Municipis
- Collemiers
- Cornant
- Courtois-sur-Yonne
- Égriselles-le-Bocage
- Étigny
- Gron
- Marsangy
- Nailly
- Paron
- Saint-Denis
- Saint-Martin-du-Tertre
- Sens (part)
- Subligny.

## Història
| Data d'elecció                           | Identitat      | Partit           | Qualitat |
| ---------------------------------------- | -------------- | ---------------- | -------- |
| 1964-1988                                | Roger Treillé  | RI, després UDF  |          |
| 1988-                                    | Philippe Serré | UDF, després UMP |          |
| les dades anteriors no són pas conegudes |                |                  |          |
|                                          |                |                  |          |